# Vespa 160 GS
Die Vespa 160 GS war ein Motorroller des Herstellers Piaggio, der diese Produkte unter dem Markennamen Vespa vertreibt.

## Modellgeschichte
Die in 2 Serien gebaute Vespa 160 GS steht in der Tradition des Herstellers Piaggio, innerhalb einer Baureihe auch ein sportlicheres Modell anzubieten.
Sie war die Nachfolgerin der Vespa GS 150 („GS3“).

## Merkmale
- Die Vespa 160 GS wurde mit dem ab 1959 verwendeten leichteren Schalenrahmen-Typ und der neu entwickelten Triebsatzschwinge ausgestattet.(Die Modelle der Vespa-Baureihe „GS150“ waren bis zum Modell „GS3“ mit dem sogenannten Wideframe-Rahmen und dem „Wideframe-Motor“ (Triebsatz mit separat montierter Schwinge) ausgestattet).

- Bei der GS 160 wurde erstmals eine neu konstruierte Vorderradschwinge mit Feder-Dämpfer-Einheit verwendet, die es sonst nur noch beim Nachfolgemodell Vespa 180 SS gab.(Die Vespa GS150 und sämtliche anderen Vespas wurden bis 1979 immer noch mit der Vorderradschwinge mit einem separat von der Fahrwerksfeder montiertem Stoßdämpfer ausgestattet.)

- Bei den beiden Serien kann man Modelle der Erstserie anhand der oberhalb des Rücklichts befindlichen Werkzeugfachklappe identifizieren.

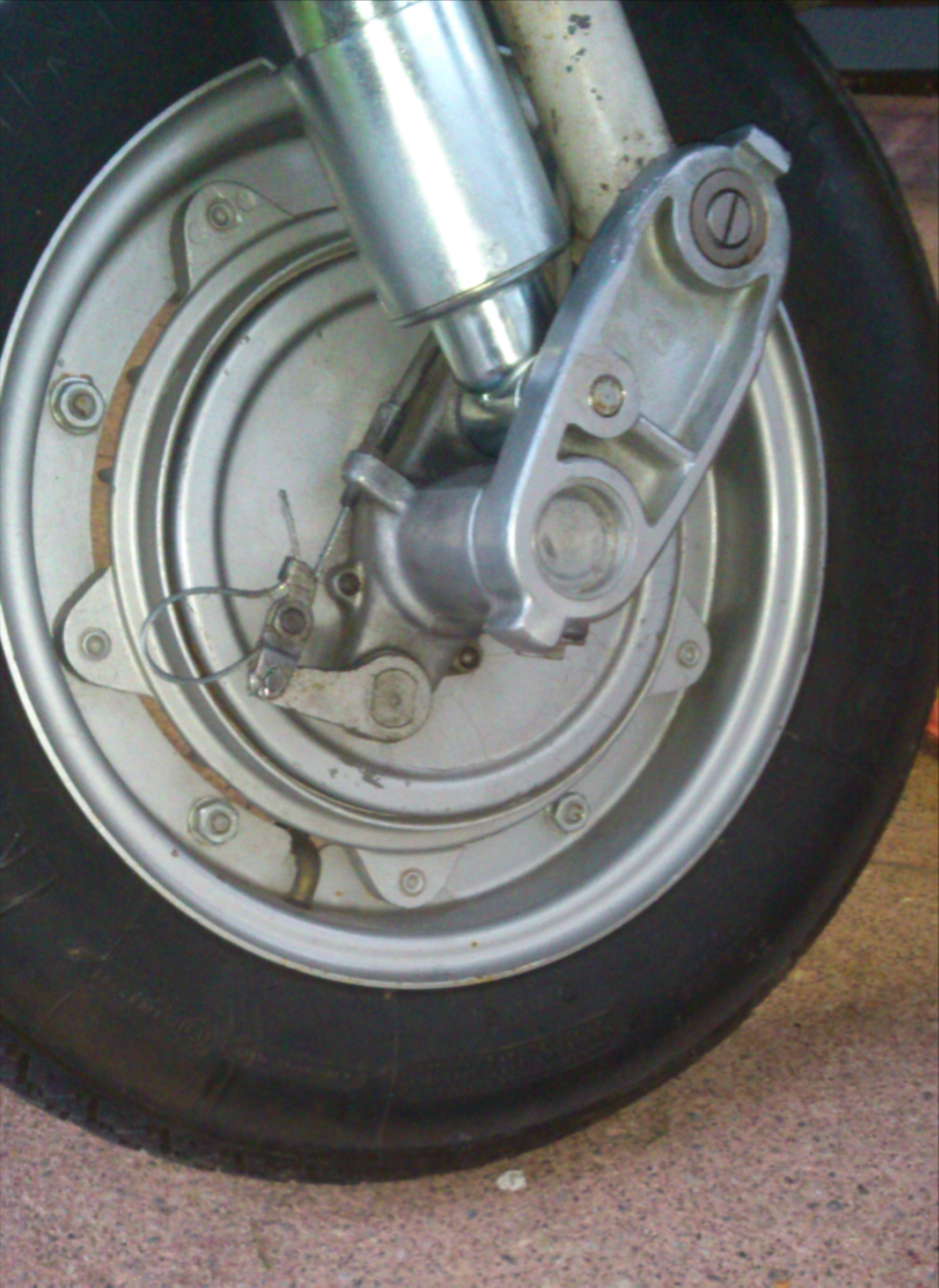